# 12. dzielnica Paryża

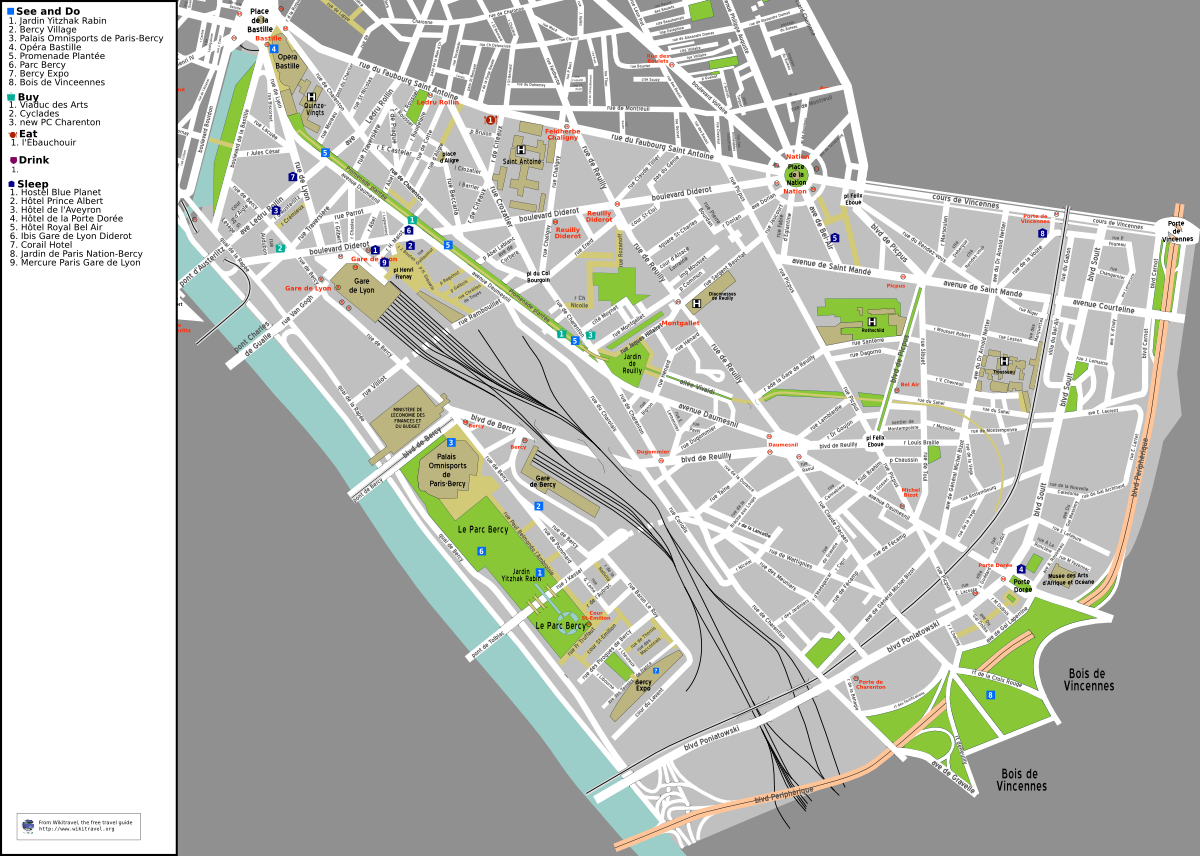
Plan 12. dzielnicy Paryża

12. dzielnica Paryża (fr. 12e arrondissement de Paris) – jedna z dwudziestu dzielnic Paryża.

## Podział
Każda z dwudziestu dzielnic Paryża podzielona jest na cztery mniejsze jednostki administracyjne: quartiers. 12. dzielnica dzieli się na:
- Quartier du Bel-Air,
- Quartier de Picpus,
- Quartier de Bercy,
- Quartier des Quinze-Vingts.